# Frederik Knorren

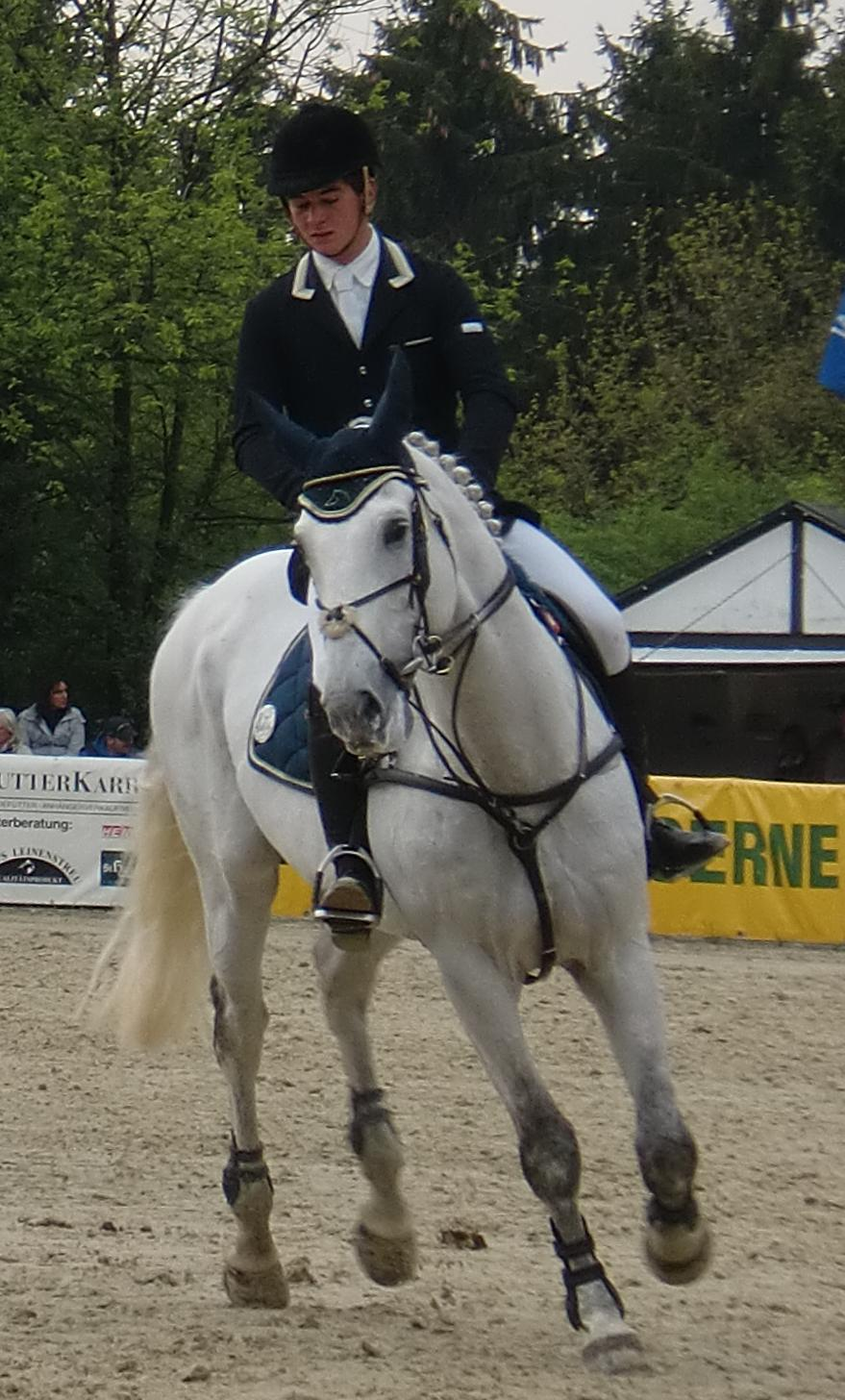
Frederik Knorren und Rubicon du Buisson im Großen Preis von Remscheid

Frederik Knorren (* 21. Mai 1987) ist ein deutscher Springreiter, der in den Niederlanden lebt.
Mit neun Jahren ritt Knorren die ersten Prüfungen im Ponyspringsport. Seit seinem elften Lebensjahr startete er mit Großpferden bis M-Niveau. 2005 wurde ihm das Goldene Reitabzeichen verliehen, damals war er gerade 18 Jahre alt. 2007 wurde er in den C-Kader berufen. Neben internationalen Siegen in Großen Preisen und Nationenpreisen, konnte er bisher über 50 S-Siege erzielen. Dreimal war er bisher rheinischer Vizemeister, 2008 wurde er rheinischer Meister der Jungen Reiter. Er nahm bisher an neun Deutschen Junioren und Junge Reitermeisterschaften teil. 2009 gewann er auf Aspen mit der deutschen Equipe (Marco Illbruck, Alexander Hufenstuhl und Remo Allgäuer) den Nationenpreis im italienischen Pontedera. Beim gleichen Turnier gewann er auf Golden Coin zudem den Großen Preis.
Gemeinsam mit seinem Vater Wolfgang Knorren leitet er einen Turnier- und Ausbildungsstall im niederländischen Bocholtz. Er reitet für den RV Würselen.
2010 stand Knorren mit 52220 Ranglistenpunkten an 5. Stelle der deutschen U25 Reiter.

## Pferde
- Esquire (* 1999, Wallach)
- Aspen 11 (Holsteiner, Hengst, Braun)
- Rubicon du Buisson
- Shaitaan OSF (* 2004, Wallach, Brauner, Vater: Stolzenberg, Muttervater: For Future, Züchter: Lutz Wimmer)
- Blaton (Wallach, Braun, Vater: Boritas), ab 2011 vom brasilianischen Springreiter André Americo de Miranda geritten
- Locatelli (Schimmel)

## Erfolge (in Auswahl)
- 2008:
  - Nationenpreis von Zagreb (CSIO 4*-W) mit Aspen, 5. Platz
- 2009:
  - Bundeschampionate Warendorf, Finale 5-jährige Springpferde mit Shaitaan, 2. Platz[1]
  - 10.000 €-Großer Preis von Nettetal-Lobberich mit Aspen, Platz 1[2][3]
  - Rheinische Meisterschaft in Langenfeld: Silbermedaille mit Aspen[4]
- 2010:
  - Großer Preis von Neeroeteren (CSI 2*) mit Aspen, 5. Platz
  - 10.000 €-Großer Preis von Freudenberg mit Aspen, Platz 1[5][6]
  - 10.000 €-Großer Preis der Saar, Neunkirchen mit Aspen, 2. Platz[7]
  - 5000 €-Großer Preis von Oberbachem mit Rubicon du Buisson, Platz 1[8]
  - 20.000 €-Großer Preis von Sommerstorf mit Aspen, Platz 6[9]
  - Rheinische Meisterschaft in Langenfeld: Silbermedaille mit Aspen[10]
- 2011:
  - 12.500 €-Großer Preis Arnsberg-Vosswinkel mit Aspen, 3. Platz[11]
- 2012:
  - Großer Preis von Hardelot (CSI 3*) mit Aspen, 6. Platz
- 2013:
  - Großer Preis von Eschweiler (CSI 2*) mit Shaitaan, 2. Platz
  - Großer Preis von Nettetal-Lobberich (Klasse S*** mit Siegerrunde) mit Aspen, 1. Platz[12]
- 2014:
  - Großer Preis von Eschweiler (CSI 2*) mit Shaitaan, 2. Platz
- 2015:
  - Sonja-Kill-Gedächtnisspringen[13] (Großer Preis von Bergisch Gladbach, Klasse S*** mit Stechen) mit Cartanya, 3. Platz[14]
  - Großer Preis von Arnsberg-Voßwinkel (Klasse S*** mit Stechen) mit Cartanya, 2. Platz[15]
- 2016:
  - Großer Preis von Eschweiler (CSI 3*) mit Aspen, 4. Platz
  - Großer Preis von Arnsberg-Voßwinkel (Klasse S*** mit Stechen) mit Aspen, 2. Platz[16]

(Stand: 9. Oktober 2016)